# Süd- und zentralamerikanische Handball-Vereinsmeisterschaft der Männer
Die süd- und zentralamerikanische Handball-Vereinsmeisterschaft der Männer (spanisch: Campeonato Clubes Masculino Sur y Centro Americano de Balonmano) ist ein von der Süd- und zentralamerikanischen Handballkonföderation veranstalteter Wettbewerb für Handball-Vereinsmannschaften aus Süd- und Zentralamerika. Der Sieger der Meisterschaft ist qualifiziert für die Handball-Vereinsweltmeisterschaft IHF Super Globe.

## Geschichte
Von 1983 bis 2003 gab es für Vereinsmannschaften Südamerikas die South American Club Championship, von 2007 bis 2018 dann die Pan American Club Championship. Mit der Gründung der Süd- und zentralamerikanischen Handballkonföderation wurde auch die Vereinsmeisterschaft dem neuen Zuständigkeitsbereich angepasst.

## Turniere und Teilnehmer
| Jahr | Gastgeberland                                   | Teams                                           | 1. Platz                                        | 2. Platz                                        | 3. Platz                                        | weitere Platzierungen |
| ---- | ----------------------------------------------- | ----------------------------------------------- | ----------------------------------------------- | ----------------------------------------------- | ----------------------------------------------- | --- |
| 2019 | Brasilien                                       | 08                                              | Handebol Taubaté (BRA)                          | Universidad Nacional de Luján (ARG)             | EC Pinheiros (BRA)                              | SAG Villa Ballester (ARG), Ovalle Balonmano (CHI), Scuola Italiana di Montevideo (URU), Luterano de Valparaíso (CHI), Deutsche Schule Montevideo (URU) |
| 2020 | nicht ausgetragen (wegen der COVID-19-Pandemie) | nicht ausgetragen (wegen der COVID-19-Pandemie) | nicht ausgetragen (wegen der COVID-19-Pandemie) | nicht ausgetragen (wegen der COVID-19-Pandemie) | nicht ausgetragen (wegen der COVID-19-Pandemie) | nicht ausgetragen (wegen der COVID-19-Pandemie) |
| 2021 | Brasilien                                       | 04                                              | EC Pinheiros (BRA)                              | Handebol Taubaté (BRA)                          | Nacional Handebol Clube (BRA)                   | Club Olimpia (PAR) |
| 2022 | Argentinien                                     | 09                                              | Handebol Taubaté (BRA)                          | EC Pinheiros (BRA)                              | San Fernando HB (ARG)                           | SAG Villa Ballester (ARG), Deutsche Schule Montevideo (URU), Municipal of Maipú (ARG), Ovalle Balonmano (CHI), USAB handball (CHI), Club Olimpia (PAR) |
| 2023 | Brasilien                                       | 11                                              | San Fernando HB (ARG)                           | Handebol Taubaté (BRA)                          | EC Pinheiros (BRA)                              | Handebol Cascavel (BRA), Ferro Carril Oeste (ARG), Handebol Itajaí (BRA), DPV Kutral (CHI), Luque HC (PAR), Nacional Handebol Clube (BRA), Ovalle Balonmano (CHI), Club Olimpia (PAR)                                                                          |
| 2024 | Brasilien                                       | 12                                              | Handebol Taubaté (BRA)                          | EC Pinheiros (BRA)                              | Nacional Handebol Clube (BRA)                   | San Fernando HB (ARG), Praia Clube (BRA), Colegio Ward (ARG), Liceo Nacional de Maipú (CHI), Deutsche Schule Montevideo (URU), River Plate (ARG), Club Universitario de Córdoba (ARG), MET Handball (CHI), Partille Club (PER)                                 |
| 2025 | Chile                                           | 16                                              | Handebol Taubaté (BRA)                          | EC Pinheiros (BRA)                              | FMO/Portugués (BRA)                             | Dorrego (ARG), San Fernando HB (ARG), Deutsche Schule Montevideo (URU), Kutral (CHI), Club Universitario de Córdoba (ARG), MET Handball (CHI), Partille Club (PER), Ovalle (CHI), Colegio Ward (ARG), Liceo Nacional de Maipú River Plate (ARG), USAB (CHI), … |